# العلاقات الأرجنتينية السعودية
العلاقات الأرجنتينية السعودية هي العلاقات الثنائية التي تجمع بين الأرجنتين والسعودية.

## مقارنة بين البلدين
هذه مقارنة عامة ومرجعية للدولتين:
| وجه المقارنة                                              | الأرجنتين                                               | السعودية        |
| --------------------------------------------------------- | ------------------------------------------------------- | --------------- |
| المساحة (كم2)                                             | 2.78 مليون                                              | 2.25 مليون      |
| عدد السكان (نسمة)                                         | 44.27 مليون                                             | 33.00 مليون     |
| الكثافة السكانية (ن./كم²)                                 | 15.92                                                   | 14.67           |
| العاصمة                                                   | بوينس آيرس                                              | الرياض، الدرعية |
| اللغة الرسمية                                             | اللغة الإسبانية                                         | اللغة العربية   |
| العملة                                                    | البيزو الأرجنتيني 1983 ‏، بيزو أرجنتيني، أسترال أرجنتيني | ريال سعودي      |
| الناتج المحلي الإجمالي (بليون دولار)                      | 637.59 مليار                                            | 683.83 مليار    |
| الناتج المحلي الإجمالي (تعادل القوة الشرائية) بليون دولار | 883.02 مليار                                            | 1.69 تريليون    |
| الناتج المحلي الإجمالي الاسمي للفرد دولار أمريكي          | 13.43 ألف                                               | 20.48 ألف       |
| الناتج المحلي الإجمالي للفرد دولار أمريكي                 |                                                         | 52.01 ألف       |
| مؤشر التنمية البشرية                                      | 0.827                                                   | 0.837           |
| رمز المكالمات الدولي                                      | +54                                                     | +966            |
| رمز الإنترنت                                              | .ar                                                     | .sa             |
| المنطقة الزمنية                                           | 00                                                      | ت ع م+03:00     |

## منظمات دولية مشتركة
يشترك البلدان في عضوية مجموعة من المنظمات الدولية، منها:
| علم المنظمة | اسم المنظمة                               | تاريخ انضمام الأرجنتين | تاريخ انضمام السعودية |
| ----------- | ----------------------------------------- | ---------------------- | --------------------- |
|             | مؤسسة التنمية الدولية                     | 3 أغسطس 1962           | 30 ديسمبر 1960        |
|             | البنك الإفريقي للتنمية                    | ?                      | 4 أغسطس 1963          |
|             | المنظمة الهيدروغرافية الدولية             | ?                      | 8 أبريل 2002          |
|             | مؤسسة التمويل الدولية                     | 13 أكتوبر 1959         | 18 سبتمبر 1962        |
|             | منظمة حظر الأسلحة الكيميائية              | ?                      | ?                     |
|             | يونسكو                                    | 15 سبتمبر 1948         | 4 نوفمبر 1946         |
|             | الأمم المتحدة                             | 24 أكتوبر 1945         | 24 أكتوبر 1945        |
|             | مجموعة العشرين                            | ?                      | 25 سبتمبر 1999        |
|             | الاتحاد الدولي للاتصالات                  | 1889                   | 7 فبراير 1949         |
|             | منظمة الشرطة الجنائية الدولية             | ?                      | 13 يونيو 1956         |
|             | البنك الدولي للإنشاء والتعمير             | 20 سبتمبر 1956         | 26 أغسطس 1957         |
|             | الاتحاد البريدي العالمي                   | ?                      | ?                     |
|             | المركز الدولي لتسوية المنازعات الاستشارية | 18 نوفمبر 1994         | 7 يونيو 1980          |
|             | وكالة ضمان الاستثمار متعدد الأطراف        | 11 فبراير 1992         | 12 أبريل 1988         |
|             | منظمة التجارة العالمية                    | ?                      | 11 نوفمبر 2005        |

## وصلات خارجية
- موقع وزارة الخارجية الأرجنتينية
- موقع وزارة الخارجية السعودية